# Kimura Seiji
Seiji Kimura (sinh ngày 24 tháng 8 năm 2001) là một cầu thủ bóng đá người Nhật Bản.

## Sự nghiệp câu lạc bộ
Seiji Kimura đã từng chơi cho FC Tokyo.